# Pietro Leone Casella
Pietro Leone Casella (1540 – 1620) è stato un antiquario, poeta e storico italiano del XVI secolo.
Pietro Leone Casella Aquilano, dottissimo gentiluomo e antiquario, ha pubblicato con grande onore diverse opere ("Biblioteca napoletana", a cura di N. Toppi, Napoli, 1678)

## Biografia
Casella è stato uno storico, poeta e antiquario nato a L'Aquila , in Abruzzo , e Luca Contile (1505-1574) letterato italiano e ideatore di varie accademie, autore di diverse commedie quali: "La Pescara"; "La Cesara Gonzaga" e "La Trinozia", e di altre opere poetiche o storiche, in una sua lettera scritta nel 1562 lodò i talenti e le stimabili qualità di Casella, e la conoscenza da lui acquisita della lingua latina e della poesia latina.
Casella lasciò diverse opere scritte, tra cui "Le prime colonie italiane", Lione, 1606, in-8º, inserito nel primo volume della compilazione di storici d'Italia pubblicata da Graevius e Burmann, e un opuscolo dello stesso genere "Origine della Toscana e della Repubblica di Firenze" e una raccolta di epigrammi e iscrizioni.

## Lavori
- De primis Italia colonis. De Tuscorum origine e repubblica fiorentina. Elogia illustrium artificum. Epigrammata et inscriptiones, Horatii Cardon, Lugduni 1606.[2]
- Elegia di Pierleon Casella per la vittoria navale di Santa Lega, Giuseppe Cacchij, Napoli 1572.[3]